# Mærsk Mc-Kinney Møller
Sua Eccellenza Arnold Mærsk Mc-Kinney Møller (Hellerup, 13 luglio 1913 – Copenaghen, 16 aprile 2012) è stato un armatore danese.

## Biografia
Mærsk Mc-Kinney Møller nacque nel villaggio di Hellerup, parte del comune di Gentofte, a pochi chilometri da Copenaghen, il 13 luglio 1913. Era figlio di padre danese, Arnold Peter Møller - fondatore nel 1904 della A.P. Møller - Mærsk – e di madre americana, Chastine Estelle Roberta McKinney.
Nel 1940, Mærsk sposò la sua fidanzata del liceo, Emma Neergaard Rasmussen; rimasero insieme fino alla di lei morte nel 2005 ed ebbero tre figlie: Leise (nata nel 1941), Kirsten, (nata nel 1944) e Ane (nata nel 1948). Nel 2007, sulla rivista Forbes, si classificò come la 557ª persona più ricca del mondo con una fortuna stimata di 142 miliardi di corone danesi, rendendolo la persona più ricca del suo paese.

## Attività commerciali
Møller divenne socio della AP Moller - Maersk Group nel 1940. Quando la Danimarca, con l'operazione Weserübung, venne occupata dalla Germania nazista durante la seconda guerra mondiale, Møller andò in esilio negli Stati Uniti e trasferì l'azienda di famiglia a New York fino al suo ritorno in Danimarca nel 1947. Nel 1965, alla morte del padre, divenne amministratore delegato e presidente dell'impresa. Nel 1970, divenne il primo membro non americano del consiglio di amministrazione di IBM, posizione che mantenne fino al 1984.
Møller si dimise dalla carica di amministratore delegato nel 1993, a favore di Jess Søderberg, ma rimase presidente del consiglio per altri dieci anni, quando - novantenne - si ritirò completamente dagli affari. Mantenne personalmente il controllo di una parte sostanziale delle azioni della società fino alla morte. È generalmente considerato come uno degli industriali più rispettati in Danimarca e fu ammirato da molti. Alla sua morte egli era il secondo uomo più ricco del suo paese dopo Kjeld Kirk Kristiansen, secondo la classifica di Forbes dei miliardari del 2007. Questo venne contestato dalla rivista finanziaria danese Berlingske Nyhedsmagasin, che pose Møller come numero uno in Danimarca e stimò la sua fortuna nel 2006 a 141,2 miliardi di corone danesi, e la sua ricchezza personale a 7 miliardi di corone. La maggior parte della fortuna di Møller venne posta in fondazioni che controllano la AP Moller - Maersk Group, in cui egli mantenne una partecipazione di controllo.

### Petrolio del Mare del Nord
Nel 1962, alla AP Møller-Mærsk A/S fu concesso di indagare e sfruttare i giacimenti danesi di petrolio e gas naturale. Nel 2003, l'accordo di 40 anni venne rinnovato, causando qualche discussione. Il prelievo versato allo Stato, infatti, non è influenzato dalla fluttuazione dei prezzi del petrolio, il che significa che Maersk potrebbe ottenere un profitto molto più grande nei tempi in cui il prezzo del petrolio è elevato. Il prelievo è del 69 %, inferiore a quello della Norvegia che è dell'80 %. Il Regno Unito aumentò il prelievo di petrolio nel 2006 a causa dei prezzi elevati. A partire dal novembre dell'anno dopo, il prezzo del petrolio è salì da 22 a 96 dollari al barile, il che significa che in 40 anni di tempo, la società avrebbe potuto guadagnare invece delle previste 87 miliardi di corone, 346 miliardi di corone, nel complesso. I partiti di governo rifiutarono di modificare l'accordo o alzare il prelievo. Il petrolio e il gas furono estratti da Mærsks Olie og Gas A/S e da Dansk Undergrunds Consortium (DUC), di proprietà di AP Møller - Mærsk A/S (per il 39 %), Royal Dutch Shell (per il 46 %) e di Chevron Danimarca Inc. (per il 15 %).
La società è un importante contributore del Partito Popolare Conservatore e di Sinistra - Partito Liberale di Danimarca, i due raggruppamenti politici che hanno formato la coalizione di governo della Danimarca dal 2001 al 2011. Contributi più piccoli sono stati pagati ad altri partiti politici, tra cui al Partito Social-Liberale Danese, al Partito Popolare Danese, al disciolto partito dei Democratici di Centro e al Partito del Progresso.

## Filantropia
Il Teatro dell'Opera di Copenhagen, costato 2,3 miliardi di corone, uno dei più costosi mai costruiti, venne donato dalla Fondazione AP Møller e Chastine Mc Kinney Møller. È situato sul porto della residenza reale, il Palazzo di Amalienborg, e da esso si può vedere il quartier generale della Mærsk. Nella stessa zona, nel 1980, Møller ha donato Amaliehaven, un parco tra il Palazzo e il porto.

## Morte
Møller morì a Copenaghen il 16 aprile 2012, giorno di festa nazionale essendo il compleanno della regina Margherita II, all'età 98 anni.

## Distinzioni e riconoscimenti
Møller fu cavaliere dell'Ordine dell'Elefante dal 15 dicembre 2000; unica persona non di sangue reale, e non capo di Stato a ricevere questo alto onore (il fisico nucleare Niels Bohr e il fondatore della Società dell'Asia Orientale, Hans Niels Andersen sono stati altri insigniti dell'ordine). Grazie a questo aveva il titolo di Sua Eccellenza. Gli fu assegnata anche l'onorificenza di Socio a vita onorario della Baltic Exchange in riconoscimento del suo servizio per il trasporto nel mar Baltico. AP Møller-Maersk condusse affari attraverso i broker Baltic Exchange sin dagli inizi del XX secolo e la sua società di Londra rimase membro della Baltic dal 1951.
La nave portacontainer Emma Mærsk è raffigurata nella nona moneta di una serie di dodici, emesse dalla Banca nazionale danese il 18 marzo 2011, per commemorare la storia della navigazione danese. Vi sono 800 000 esemplari in circolazione ordinaria.
La Maersk 2013, una nuova nave portacontainer della classe tripla E (165 000 tonnellate di portata lorda) è stata battezzata Mærsk Mc-Kinney Møller in suo onore.

## Galleria d'immagini

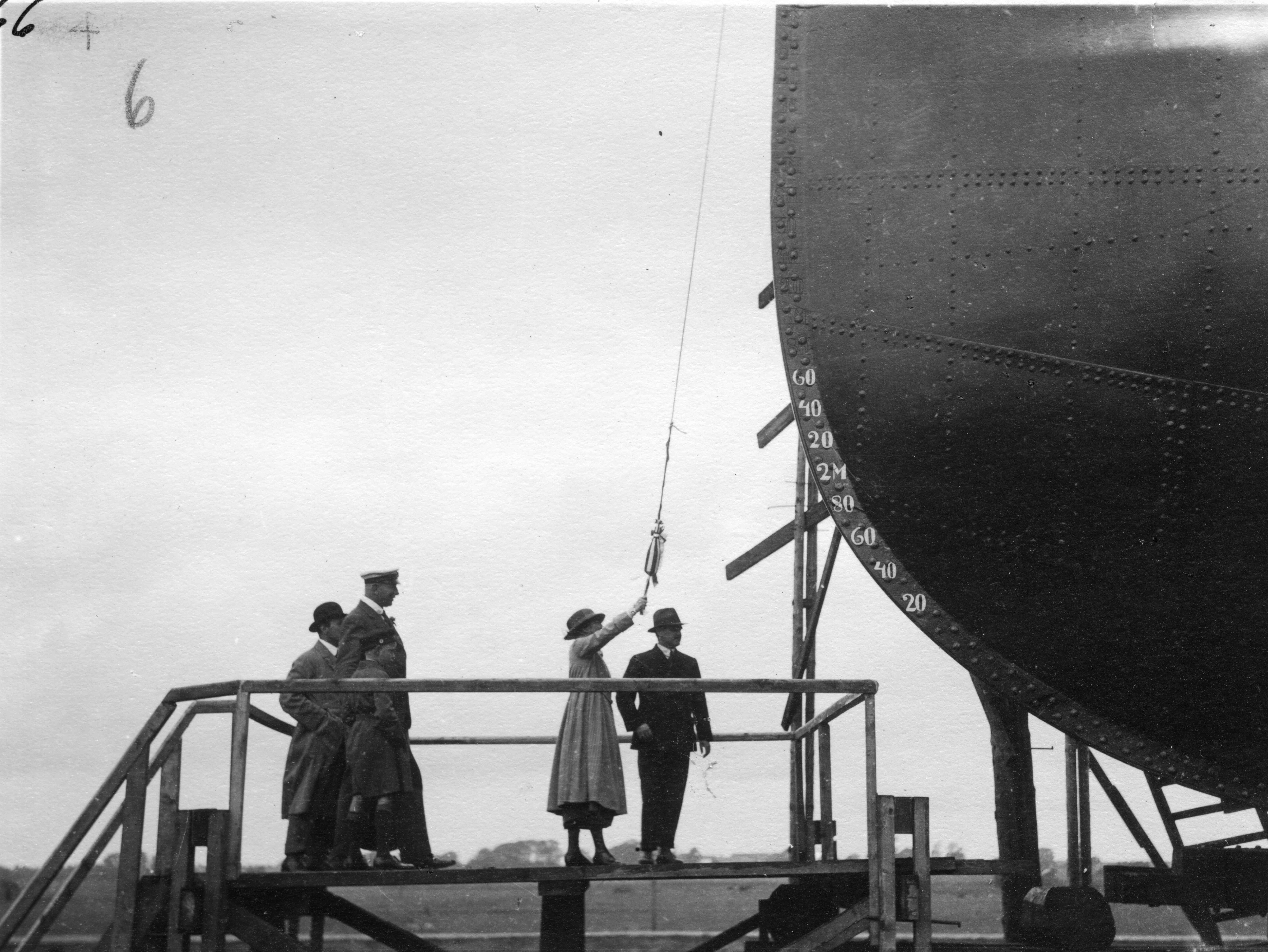
Al varo della Betty Mærsk, nel 1922 con il padre.
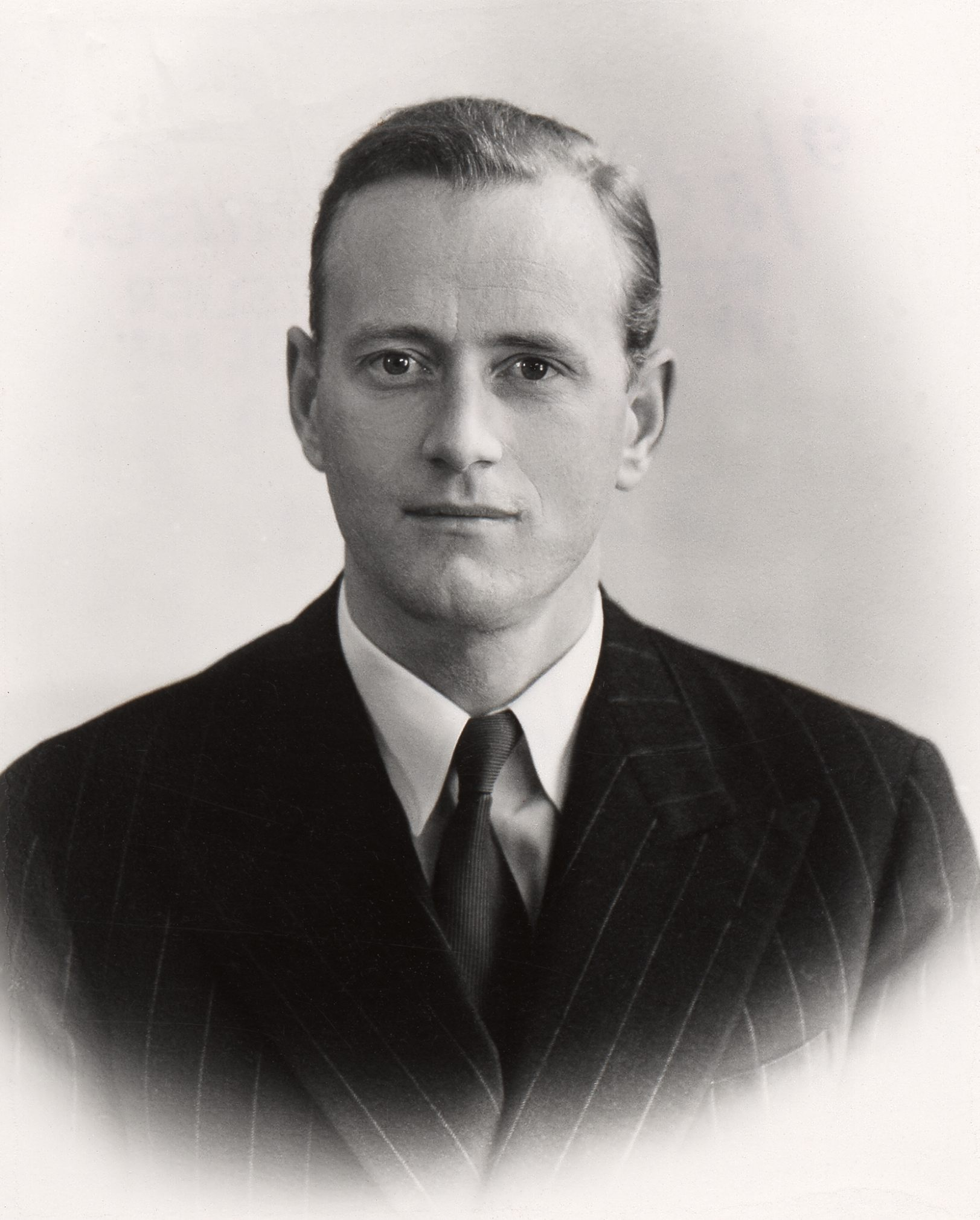
Ritratto fotografico del 1940, anno in cui è diventato socio della AP Moller - Maersk Group.
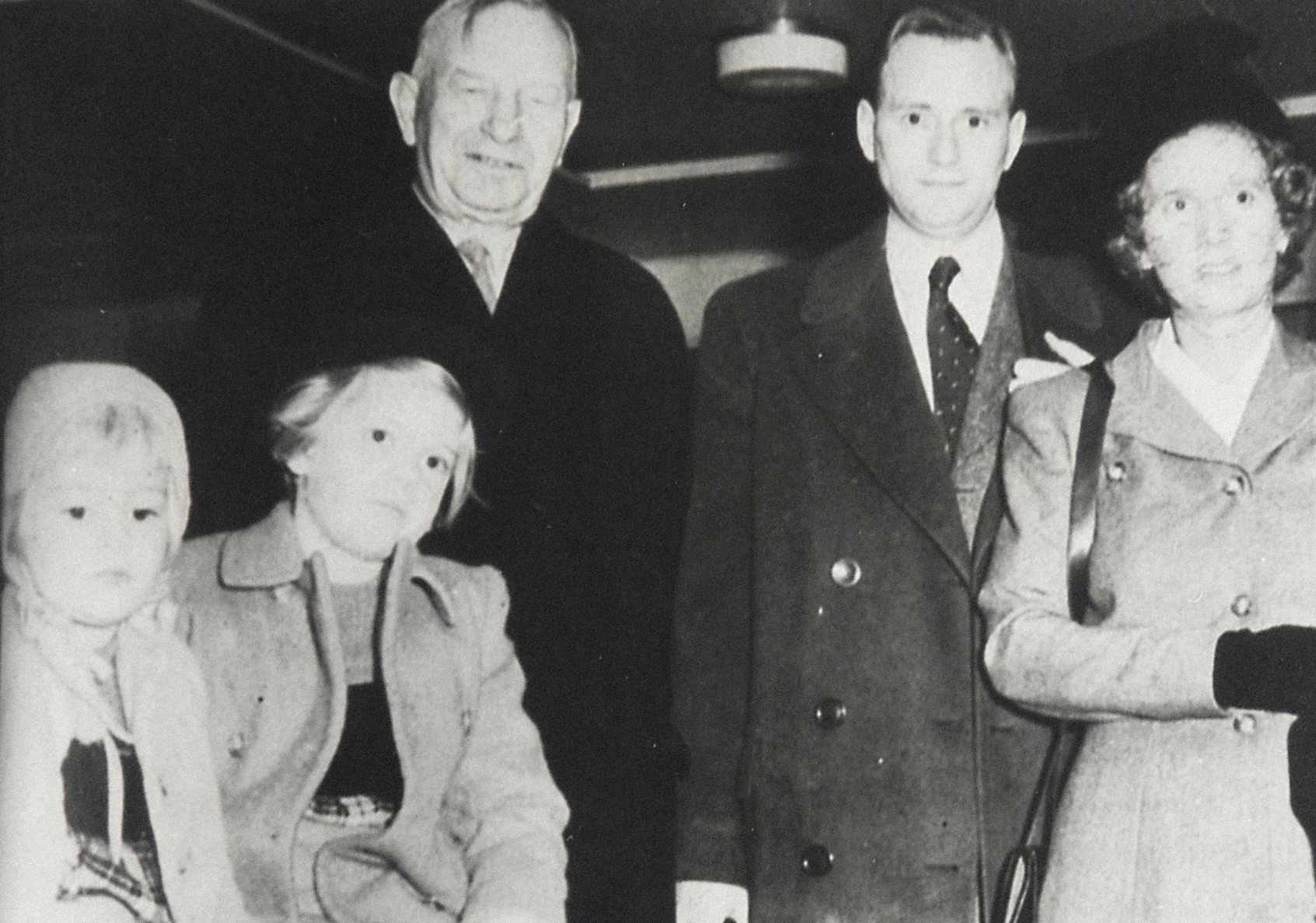
Con la famiglia, al ritorno in Danimarca dopo la guerra.
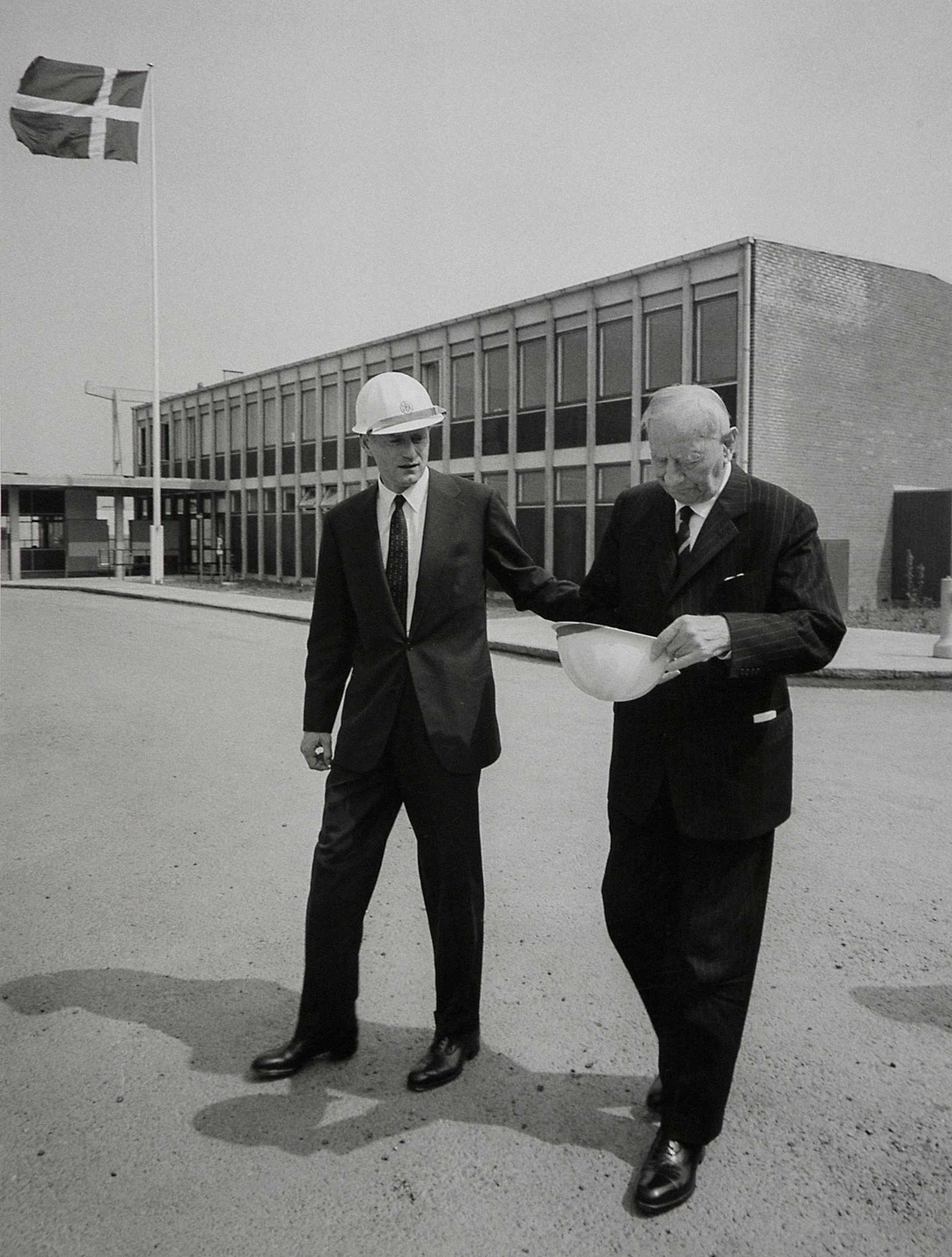
Con il padre il 19 giugno 1962.
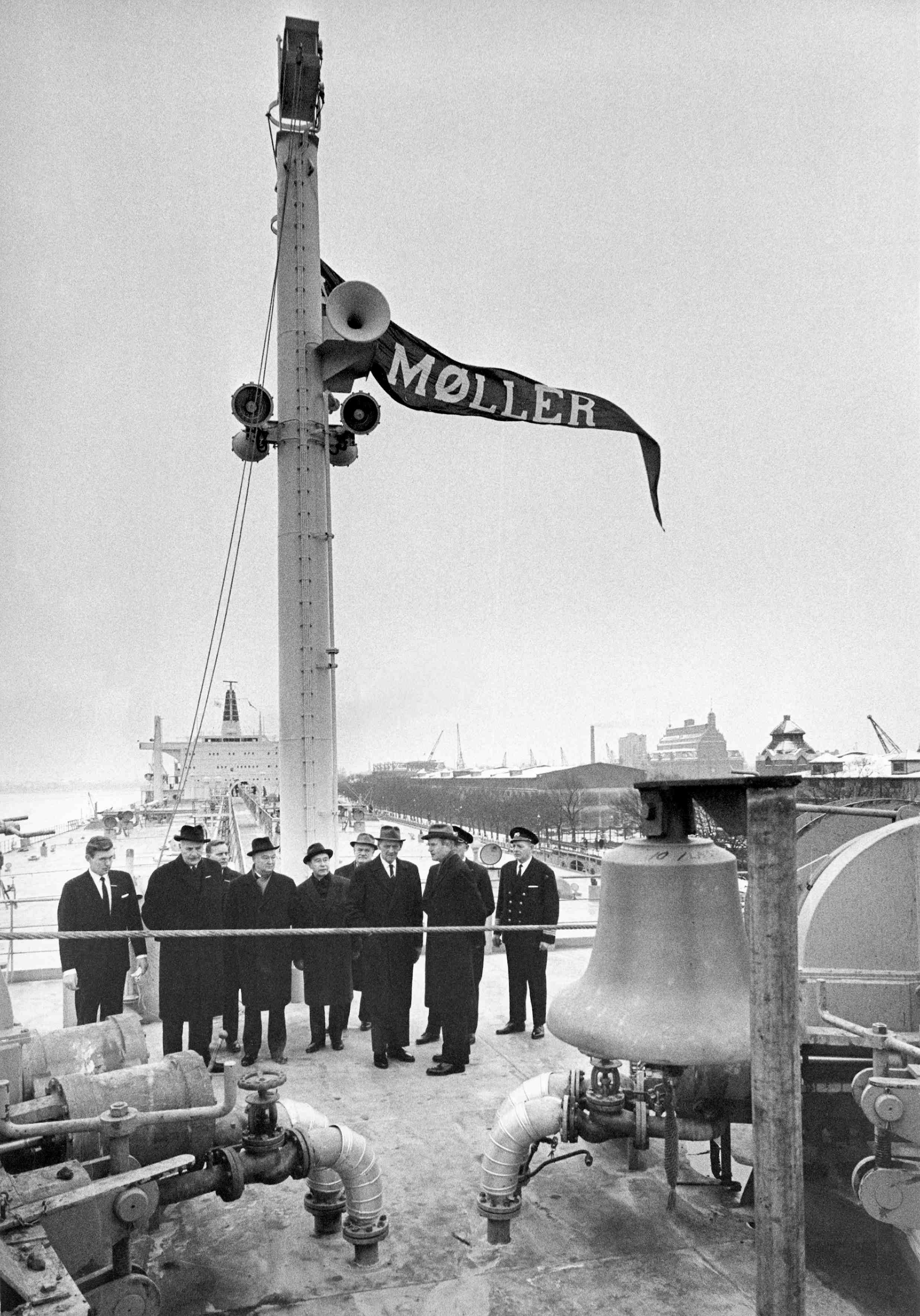
Nel 1966, con re Federico IX.
Nel 1966, al varo di una nave con la principessa ereditaria Margherita e il direttore  Iver Hoppe.
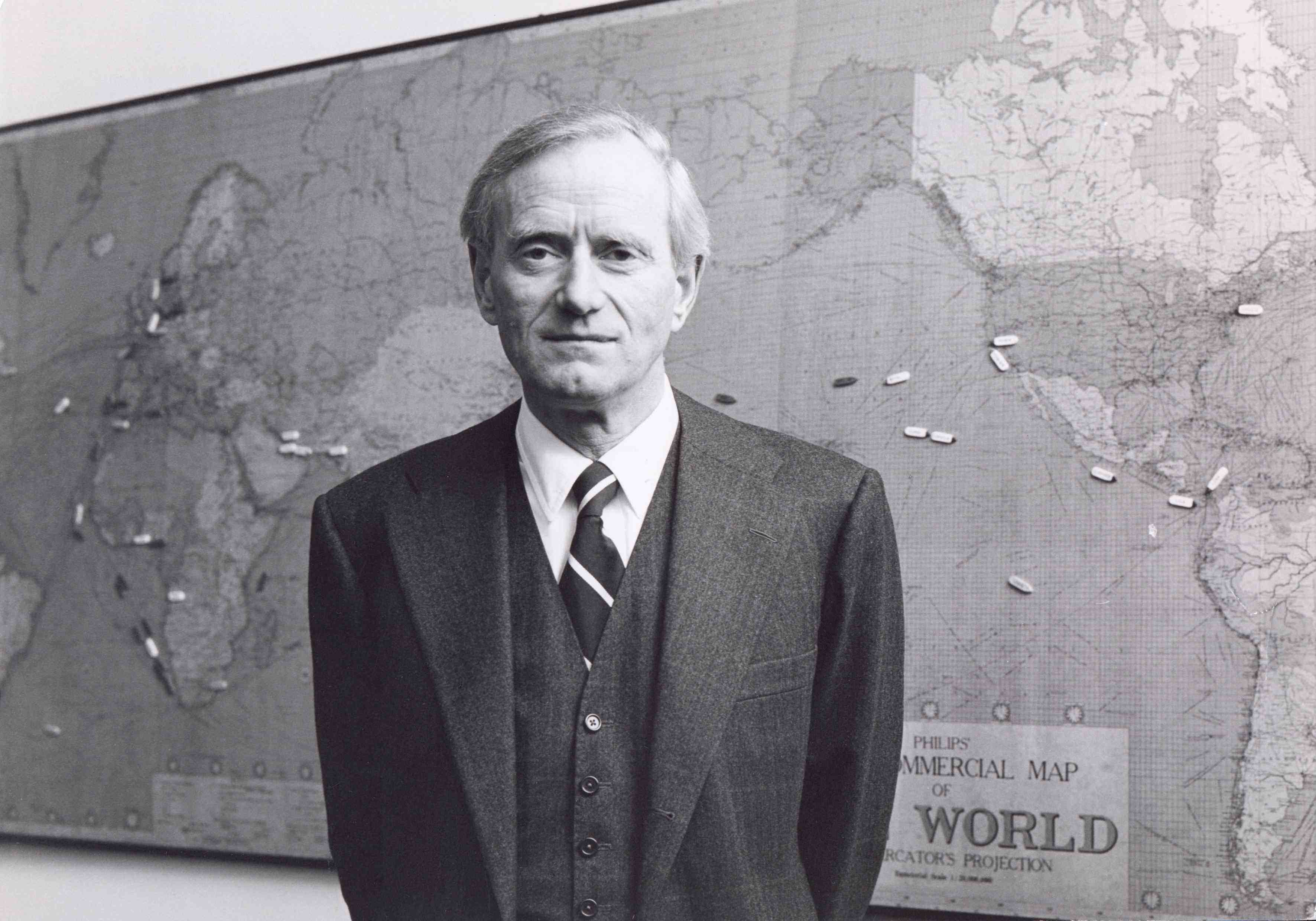
Nel suo ufficio di fronte alla mappa che mostra la posizione delle navi della compagnia.
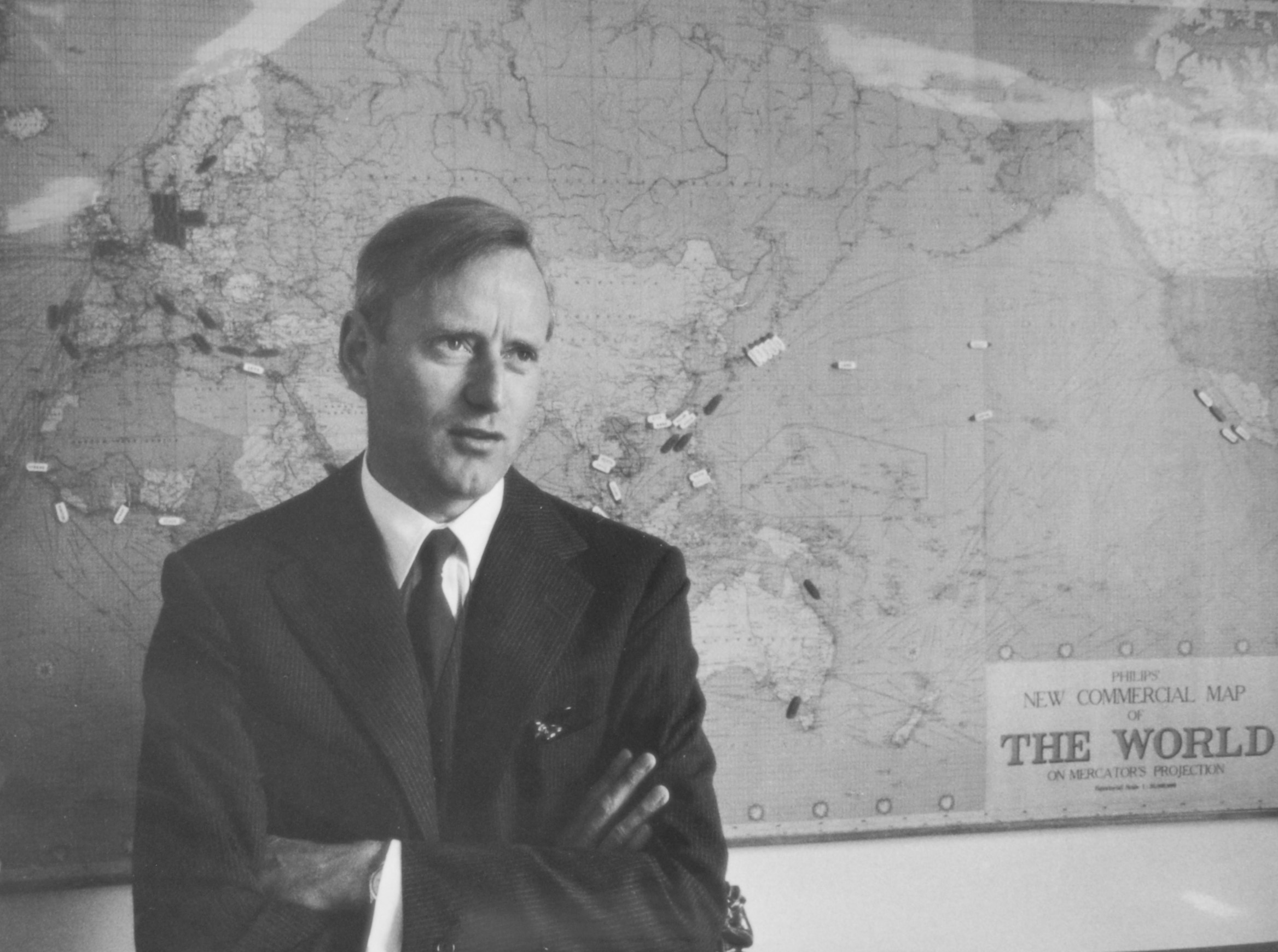
Nel suo ufficio di fronte alla mappa che mostra la posizione delle navi della compagnia.
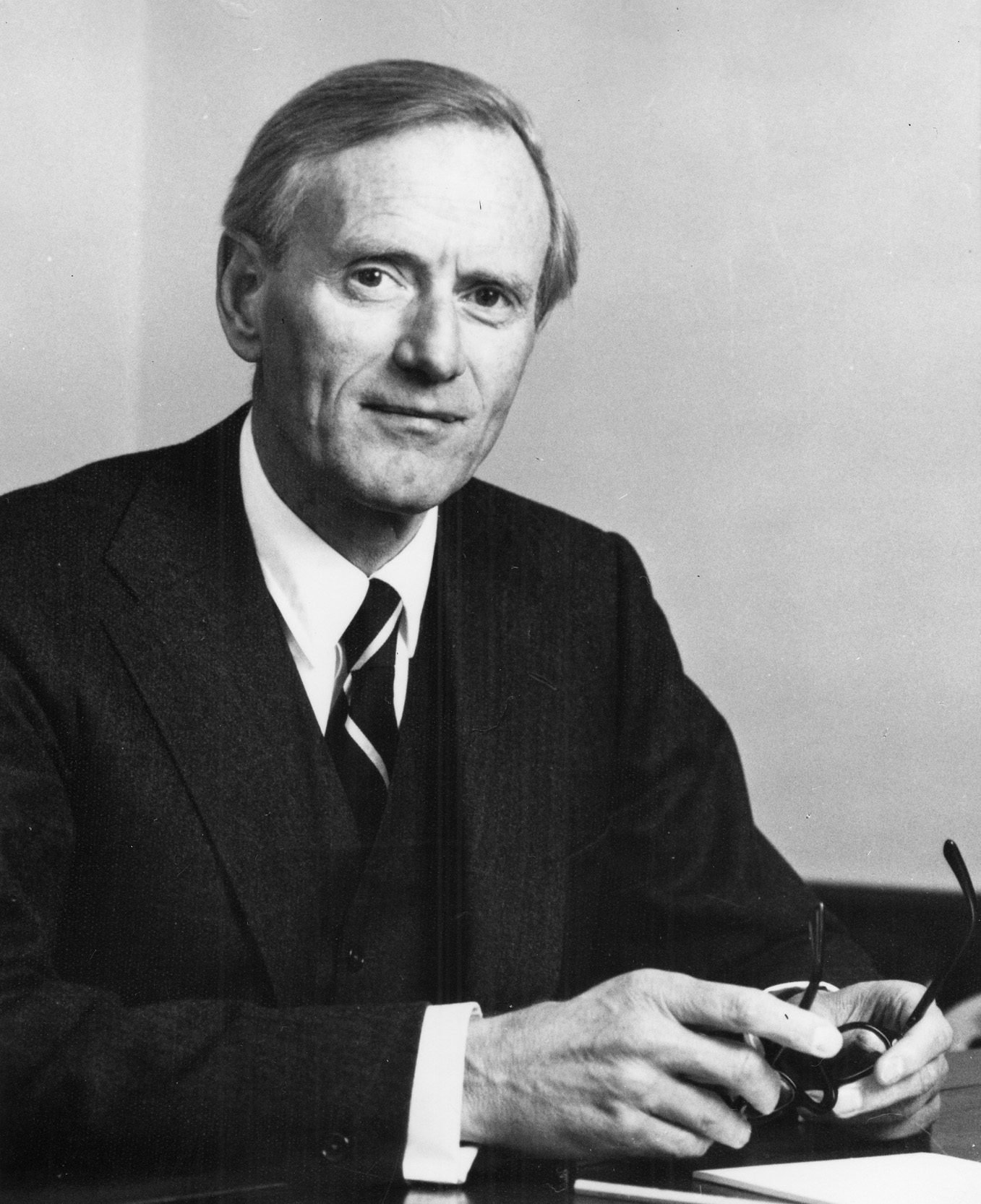
Al consiglio di amministrazione della IBM.
Nel 1971, con la regina Ingrid al varo della Regina Maersk.
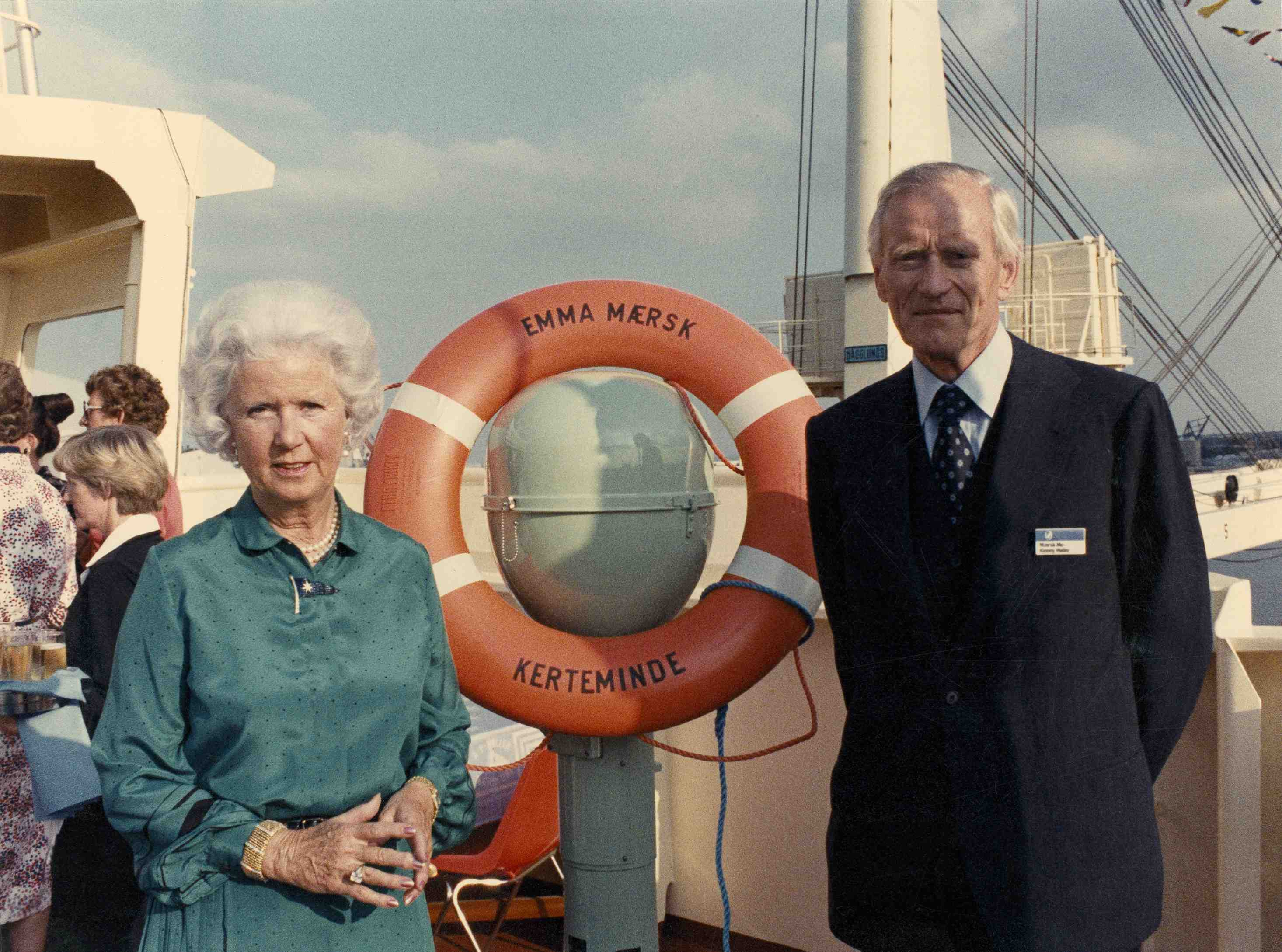
Nel 1979, con la moglie Emma, al varo di una nave a lei intitolata.
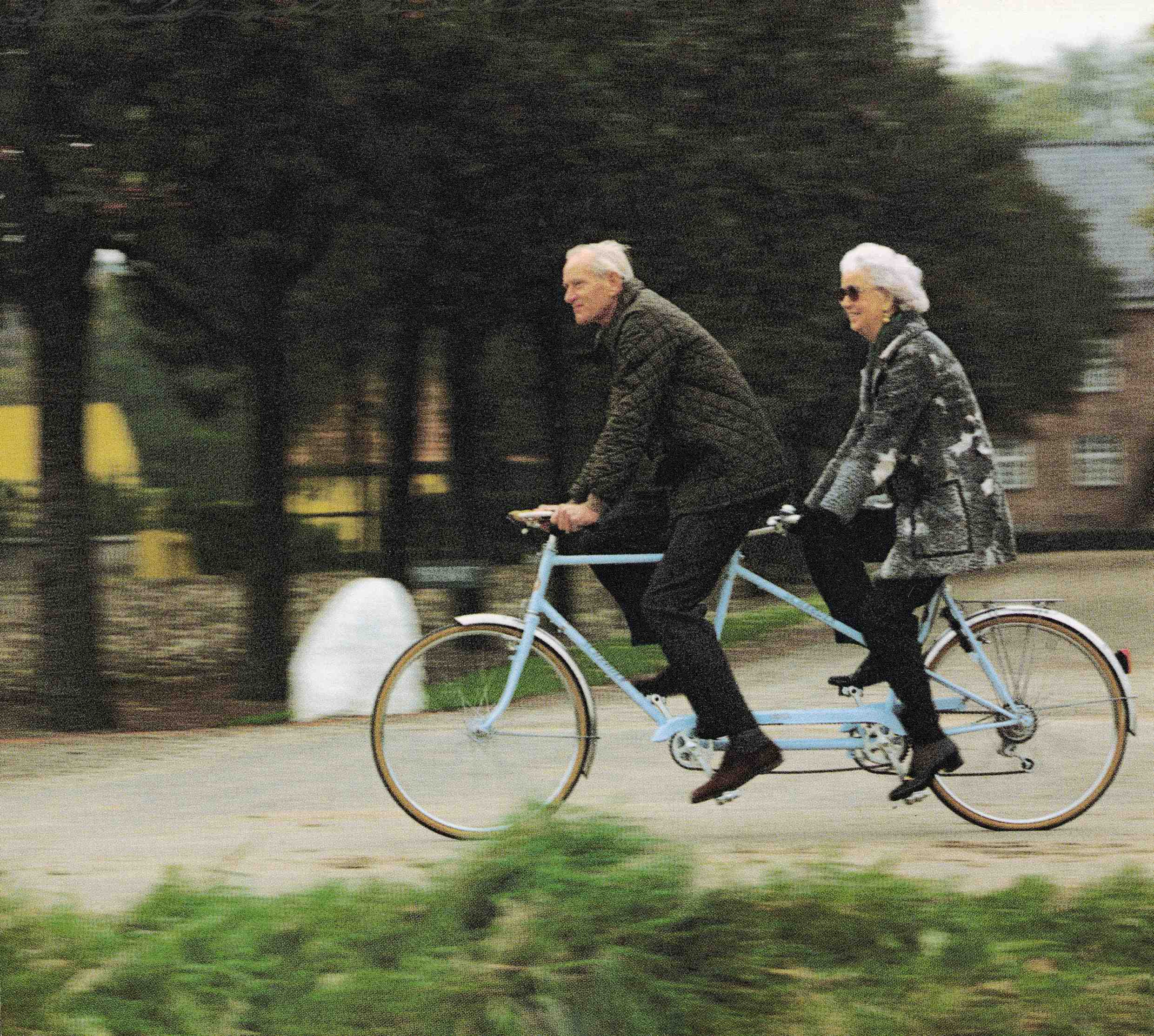
In tandem con la moglie.
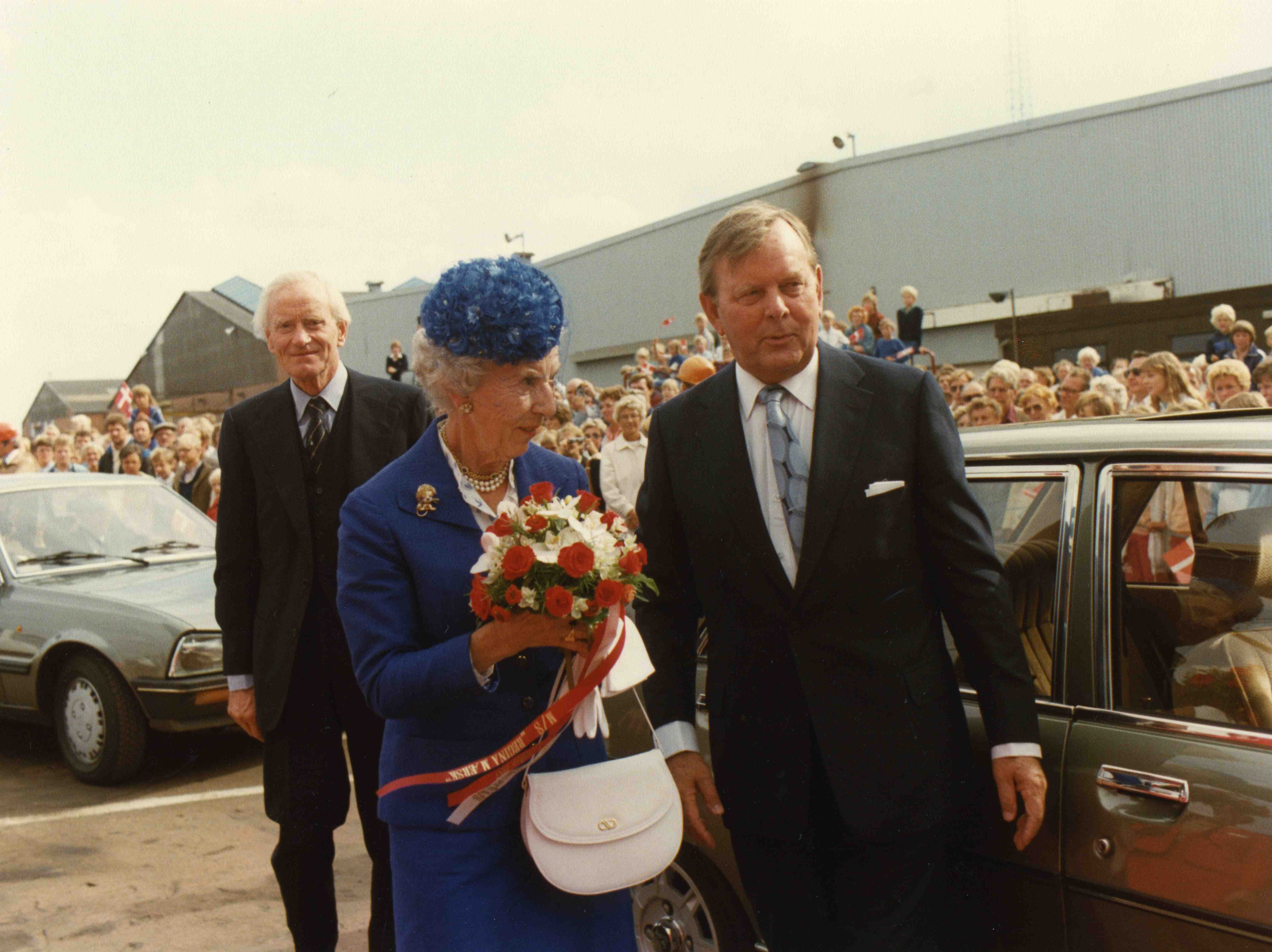
Nel 1983, con la regina madre Ingrid.
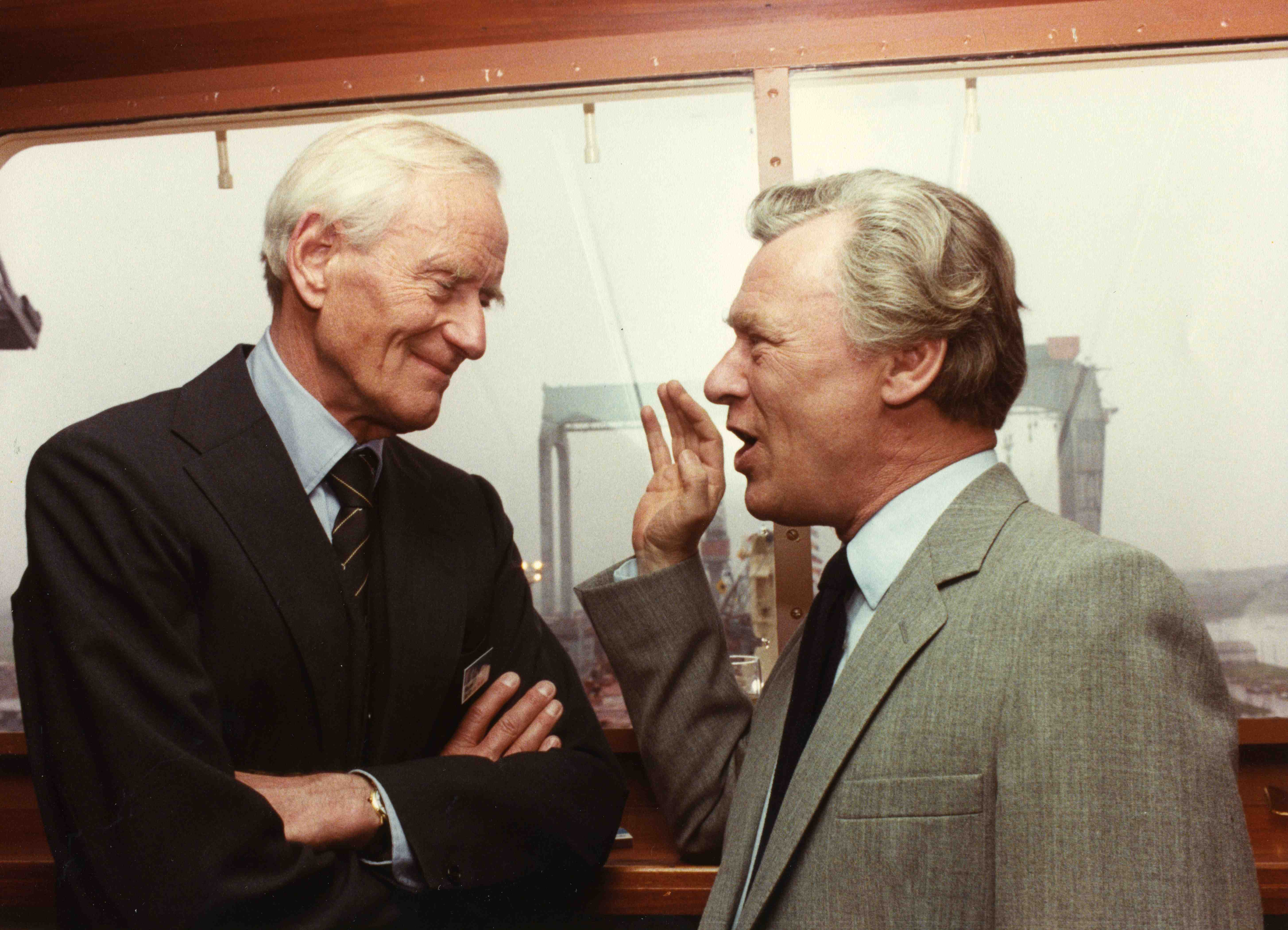
Durante una conversazione vivace con il Primo Ministro danese Poul Schlüter, ad un ricevimento, nel 1983.
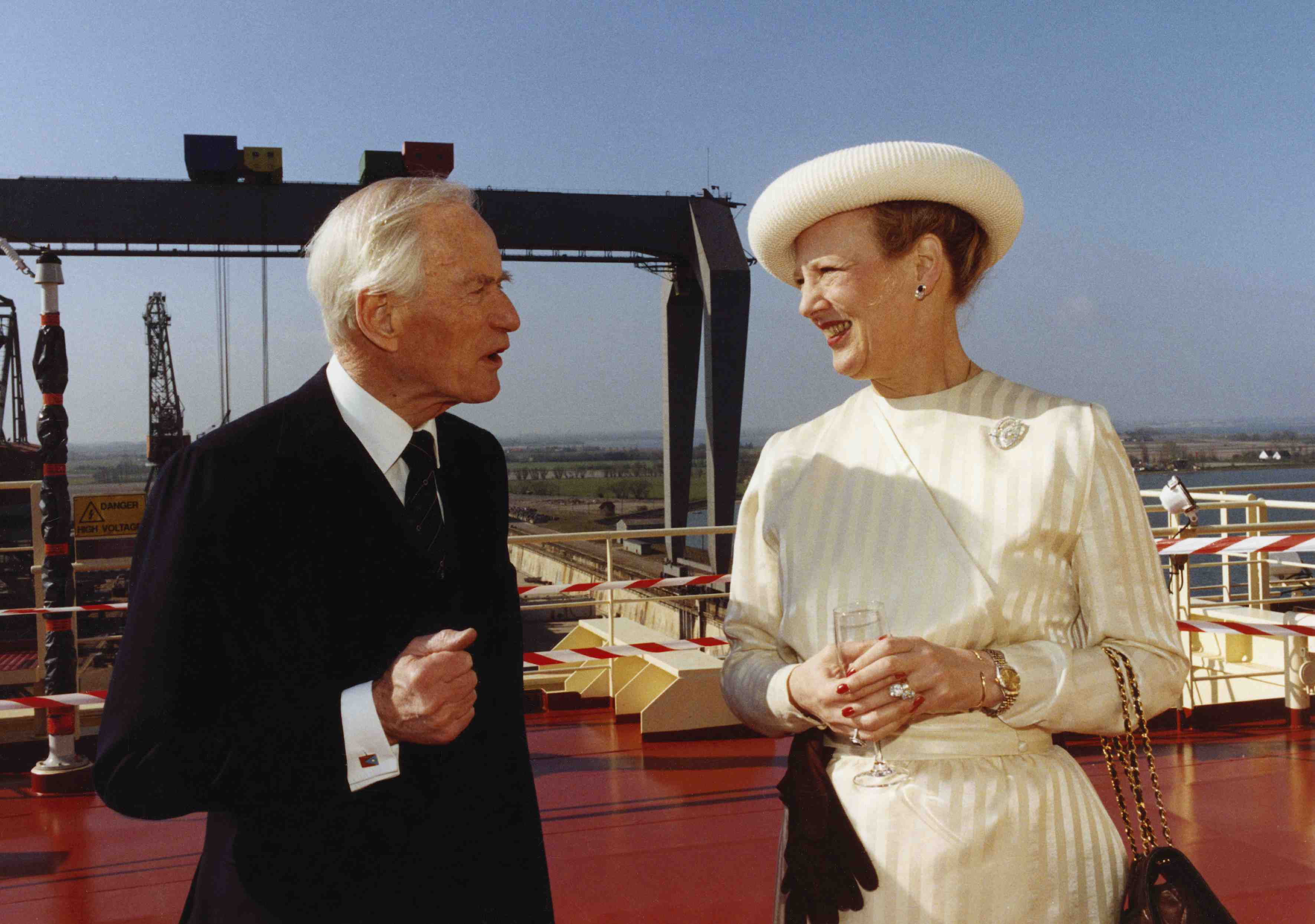
Nel 1990, con la regina Margherita II al varo della Majestic Maersk.
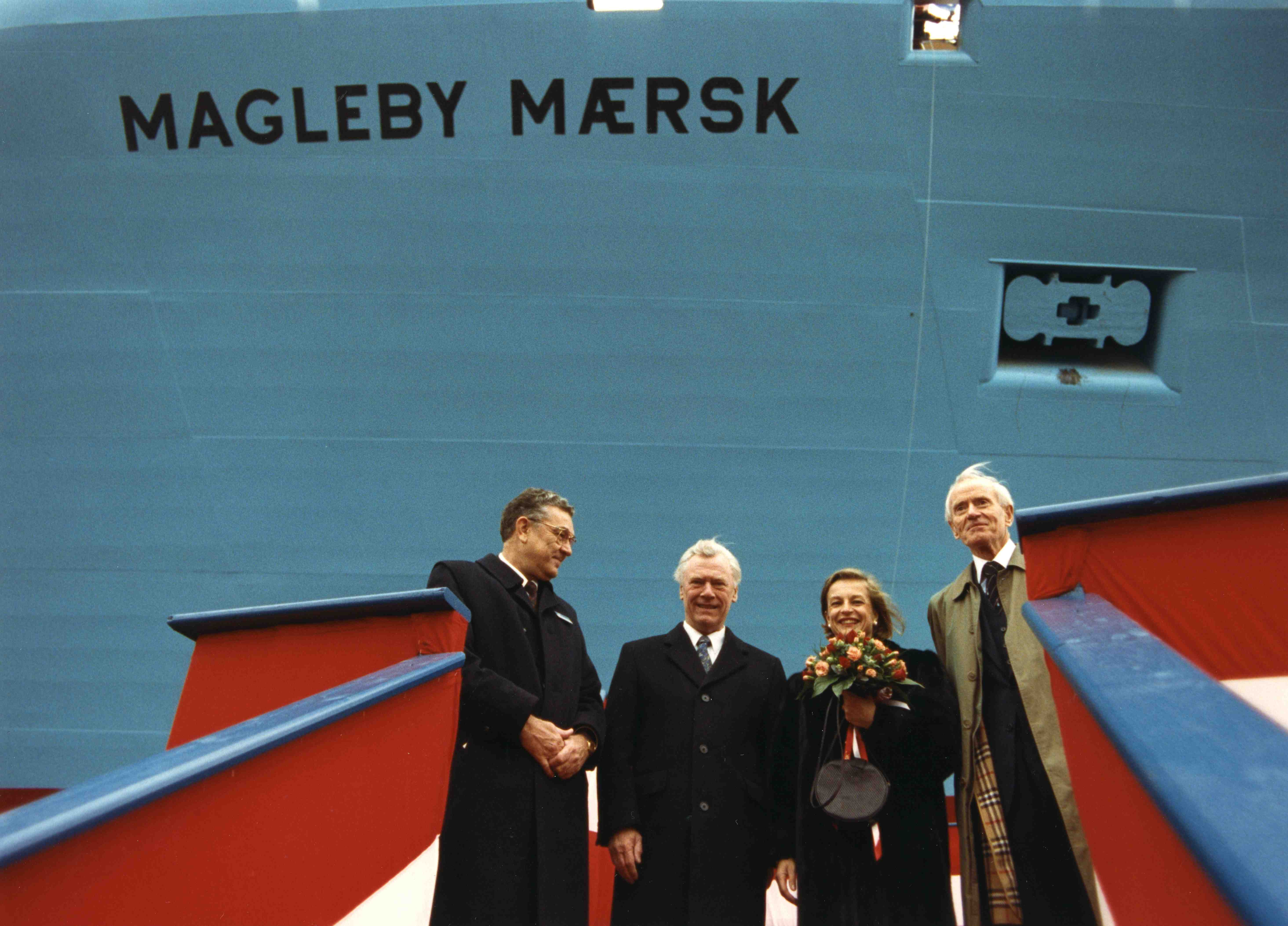
Nel 1990, al varo della Magleby Mærsk, con la signora Anne Marie Wessel, moglie dell'allora Primo Ministro danese Poul Schlüter, madrina della nave.
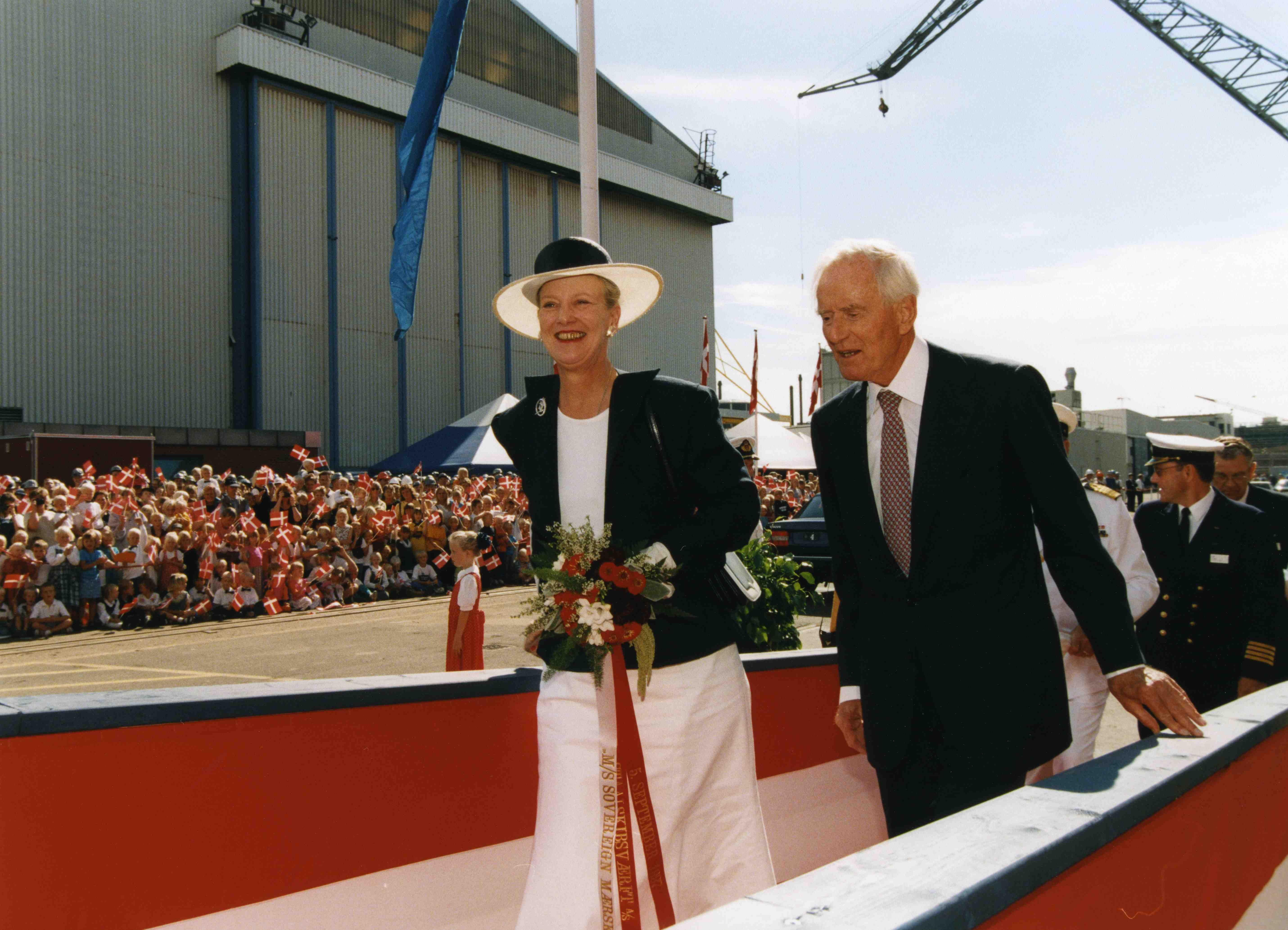
Nel 1997, al varo della Sovereign Mærsk, con la regina Margherita II.
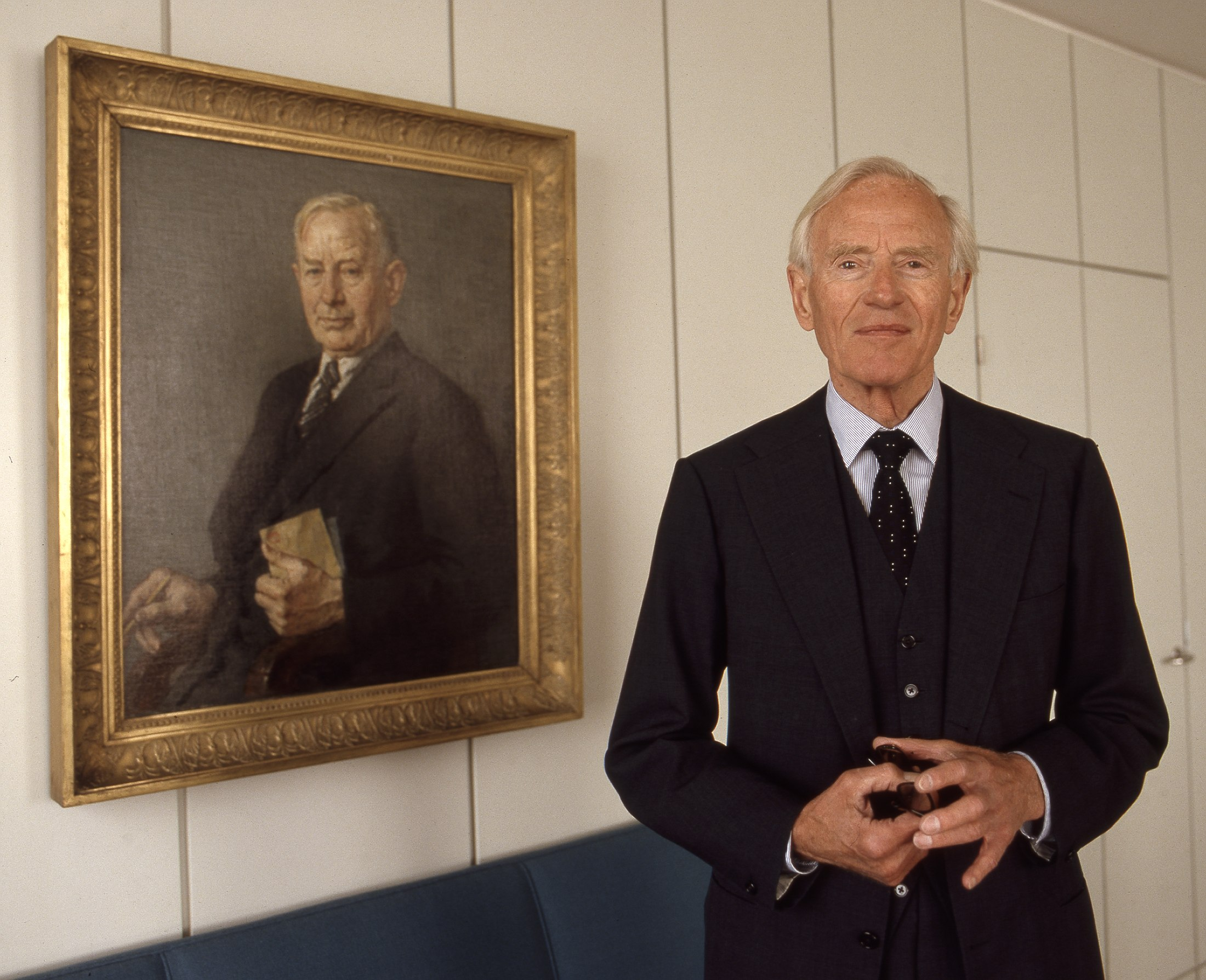
Nel 2003, di fronte al ritratto del padre.
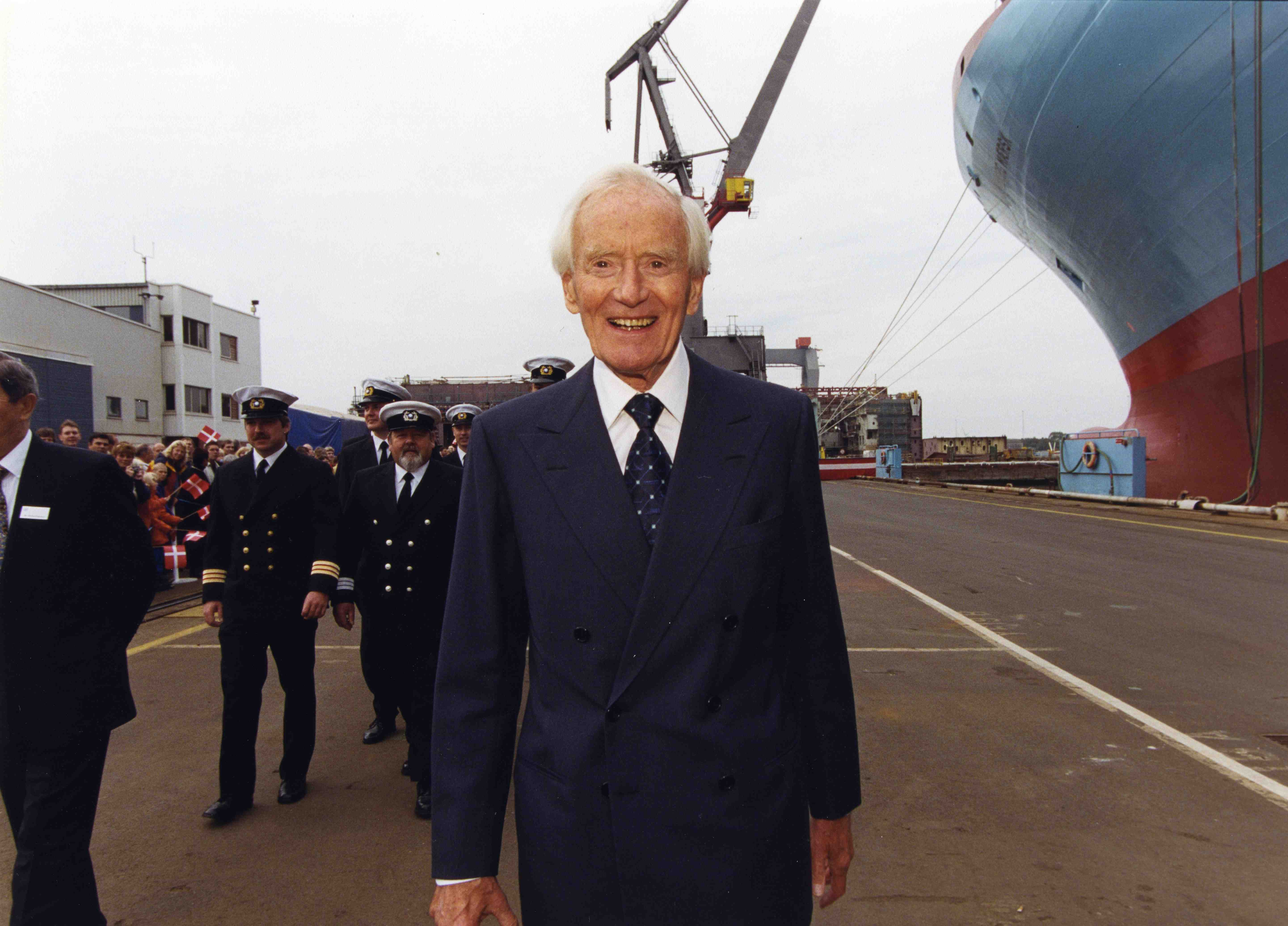
Nel 1998, al varo della Svendborg Mærsk, lungo la banchina.
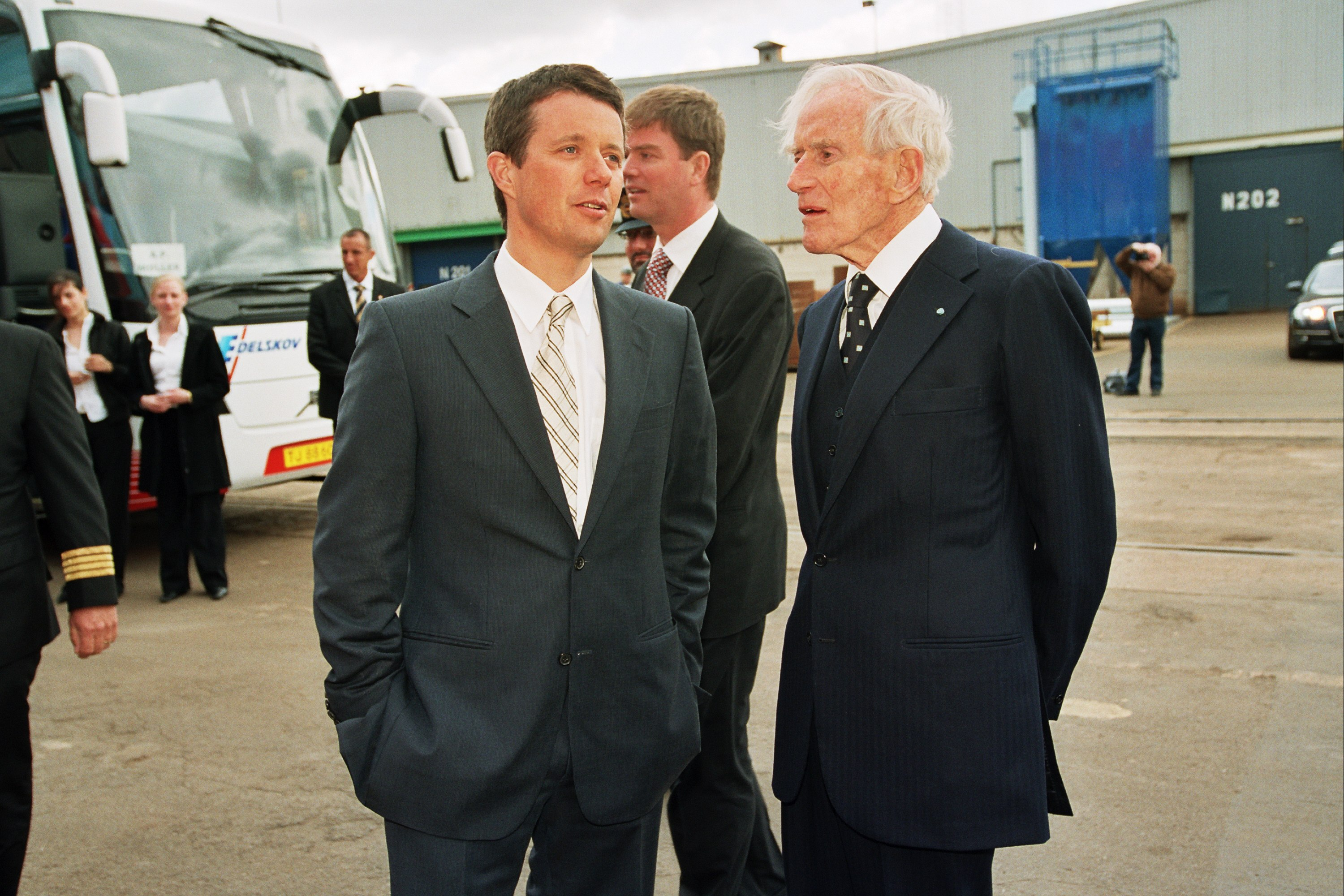
Nel 2005, al varo della Gudrun Maersk, con il principe ereditario Federico.
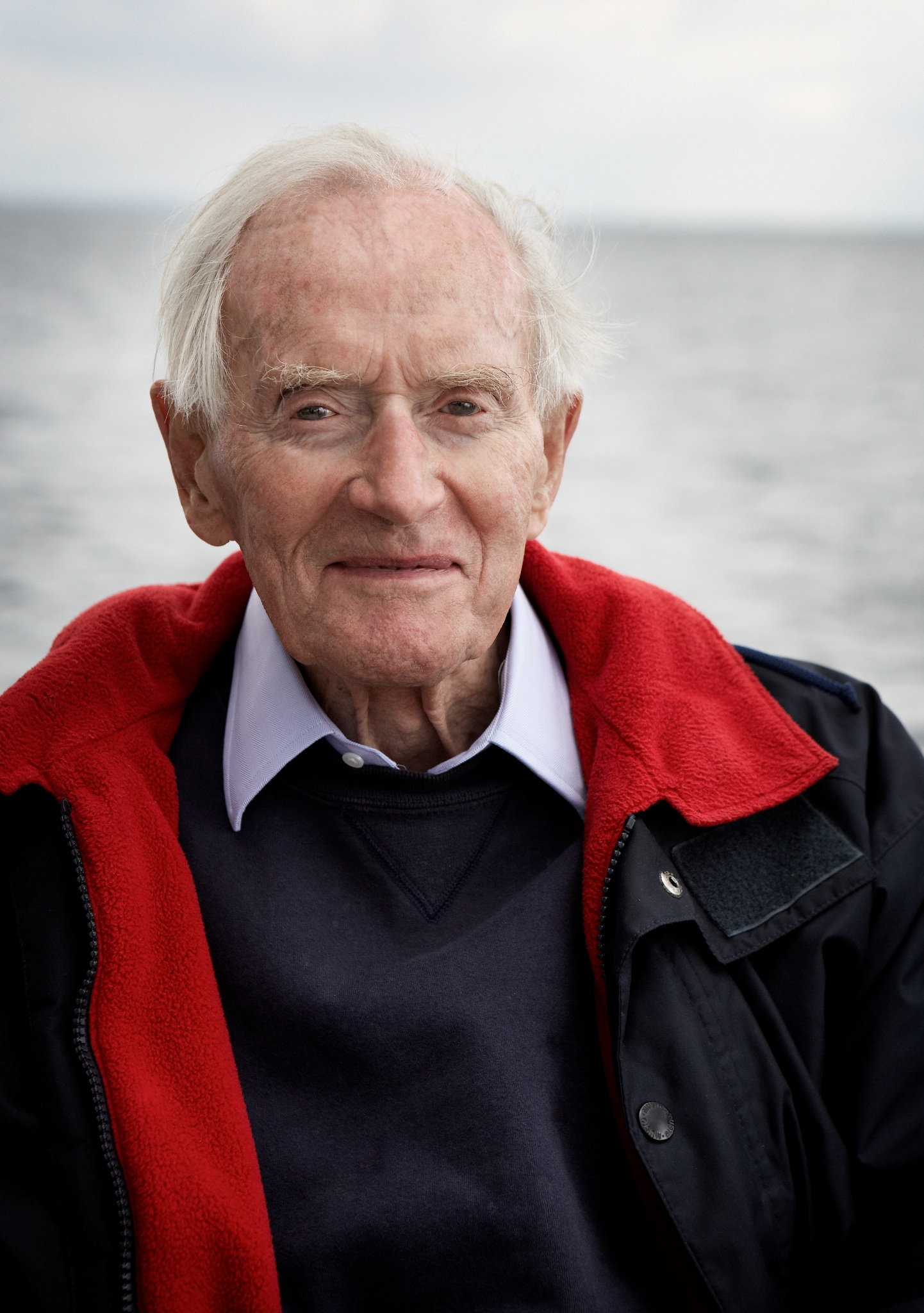
Al timone dell'incrociatore KLEM VII, nell'agosto 2008, ritratto Tine Harden.